# Prefettura di Bassar
La prefettura di Bassar è una prefettura del Togo situato nella regione di Kara con 119 717 abitanti al censimento 2010. Il capoluogo è la città di Bassar.

## Villaggi
- Bessarakpenbe
- Guérin-Kouka
- Koutian